# Noé Delpech
Noé Delpech, né le 22 février 1986 à Montpellier en France, est un athlète de l'équipe de France de voile olympique dans la catégorie 49er. Associé à Julien d'Ortoli de 2007 à 2016, l'équipage a terminé 5ème des Jeux olympiques de Rio en 2016, dans la catégorie 49er. Il s'agit de la meilleure performance d'un équipage Français dans cette catégorie depuis que cette série est Olympique.
Lors de la préparation pour les Jeux olympiques de Tokyo 2020, associé à Mathieu Frei, ils obtiendront le titre de vice-champion du monde 2018, lors des championnats du monde de voile à Aarhus au Danemark. C'est de nouveau la meilleure performance française en 49er depuis que cette série existe.
Né le 22 février 1986 à Montpellier, il a grandi sur l'Ile de la Réunion avant de s'installer à Antibes en 2003 puis Marseille en 2005 pour poursuivre sa carrière sportive. Il a navigué sur plusieurs supports tels que l'Optimist, le 420, le Farr 30 ou encore le moth à foils. Il a notamment couru plusieurs fois sous les couleurs de l'Ile de la Réunion pour le Tour de France à la Voile. Il rapporte aussi une médaille de bronze en voile (Laser) pour La Réunion, lors des Jeux des Iles de l'Océan Indien 2015.

## Équipage Juno 49er
JUNO 49er est le nom de l’équipage de 49er formé par Julien d’Ortoli et Noé Delpech. Cette appellation vient de la contraction de leurs deux prénoms, Ju pour Julien et No pour Noé. JUNO a la particularité d’avoir un Fan Club. Les supporters se nomment les JTP (Juno Tout Puissant), en clin d’œil aux MTP fervents supporters de l’Olympique de Marseille.

## Palmarès

### 2019
- 7e au championnat d'Europe de Weymouth (Angleterre)
- 8e au Test Event Tokyo

### 2018
- 3e à la Coupe du Monde de Palma (Espagne)
- Médaillé d'argent de 49er avec Mathieu Frei aux Championnats du monde de voile 2018[2]
- 4e au Test Event Tokyo

### 2016
- 9e au championnat du Monde de Clearwater (Floride)
- 5e aux Jeux Olympiques de Rio (Brésil)

### 2015
- 1er du championnat de France Elite de Voile Olympique
- 7e ISAF World Cup d'Abu Dhabi

### 2014
- 13e au championnat du Monde de Santander (Espagne)
- 4e au Test Event Rio de Janeiro
- 3e au championnat de France Elite Voile Olympique

### 2013
- 6e aux championnats du Monde (France, Marseille)[3],[4]
- Médaillé de bronze de 49er avec Julien d'Ortoli aux Championnats d'Europe de voile 2013 (Danemark, Aarhus)[5]
- 2e au championnat de France Elite Voile Olympique

### 2012
- 8e  aux championnats du Monde de 49er (Croatie) et d’Europe 49er (Italie)
- Remplaçant aux Jeux Olympiques de Londres

### 2011
- 2e de la Semaine Olympique Française (Hyères, France)[6],[7]